# Biserica reformată din Eliseni

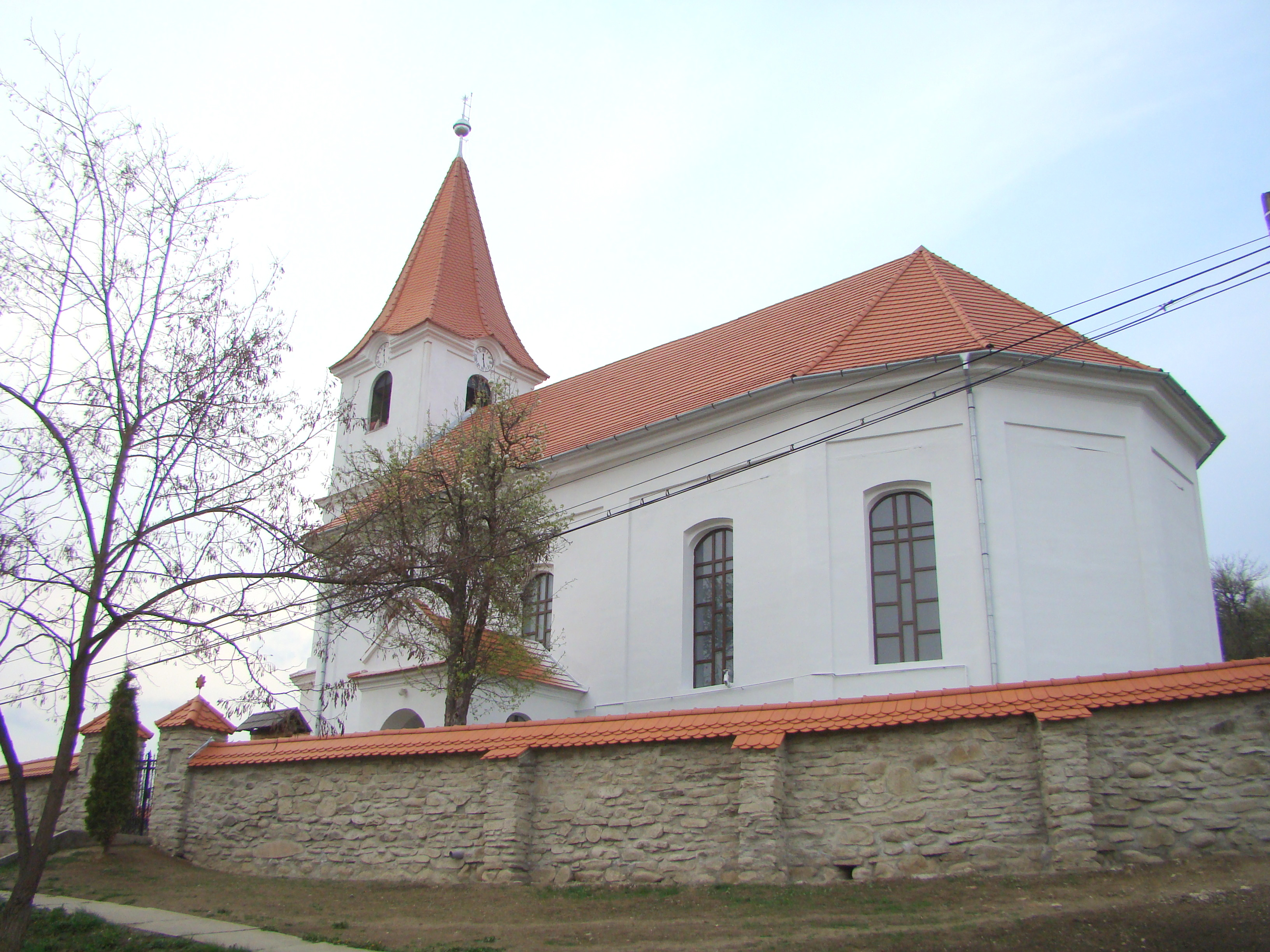
Biserica reformată din Eliseni (aprilie 2019)

Biserica reformată din Eliseni este un lăcaș de cult aflat pe teritoriul satului Eliseni, comuna Secuieni, județul Harghita. A fost construită în secolul al XIX-lea, pe locul bisericii medievale.

## Localitatea
Eliseni (în maghiară Székelyszenterzsébet) este un sat în comuna Secuieni din județul Harghita, Transilvania, România. A fost menționat pentru prima oară în anul 1333 în lista dijmelor papale ca villa Sance Elysabeth.

## Biserica
Biserica medievală era închinată Sfintei Elisabeta, Balázs Orbán în descrierea bisericii o atribuie perioadei Goticului târziu și menționează anul 1402 (Anno Domini millesimo CCCCII) inscripționat pe una din pietrele sanctuarului, singurul care își păstrase forma inițială și două din ferestrele sale arcuite. A fost ridicată ca biserică romano-catolică, dar odată cu răspândirea Reformei, locuitorii s-au înpărțit între calvinism și unitarianism. După un conflict îndelungat biserica a fost atribuită reformaților în 1639.
Turnul a fost construit în anul 1785. Biserica se afla într-o stare avansată de degradare, apăruseră fisuri în pereți, înmormântările în criptă fiind interzise din anul 1802. În 1867 s-a hotărât construirea unei noi biserici pe același amplasament, turnul fiind păstrat. Demolarea s-a făcut în anul 1870, iar noua biserică a fost terminată în anul 1872.

## Imagini din exterior

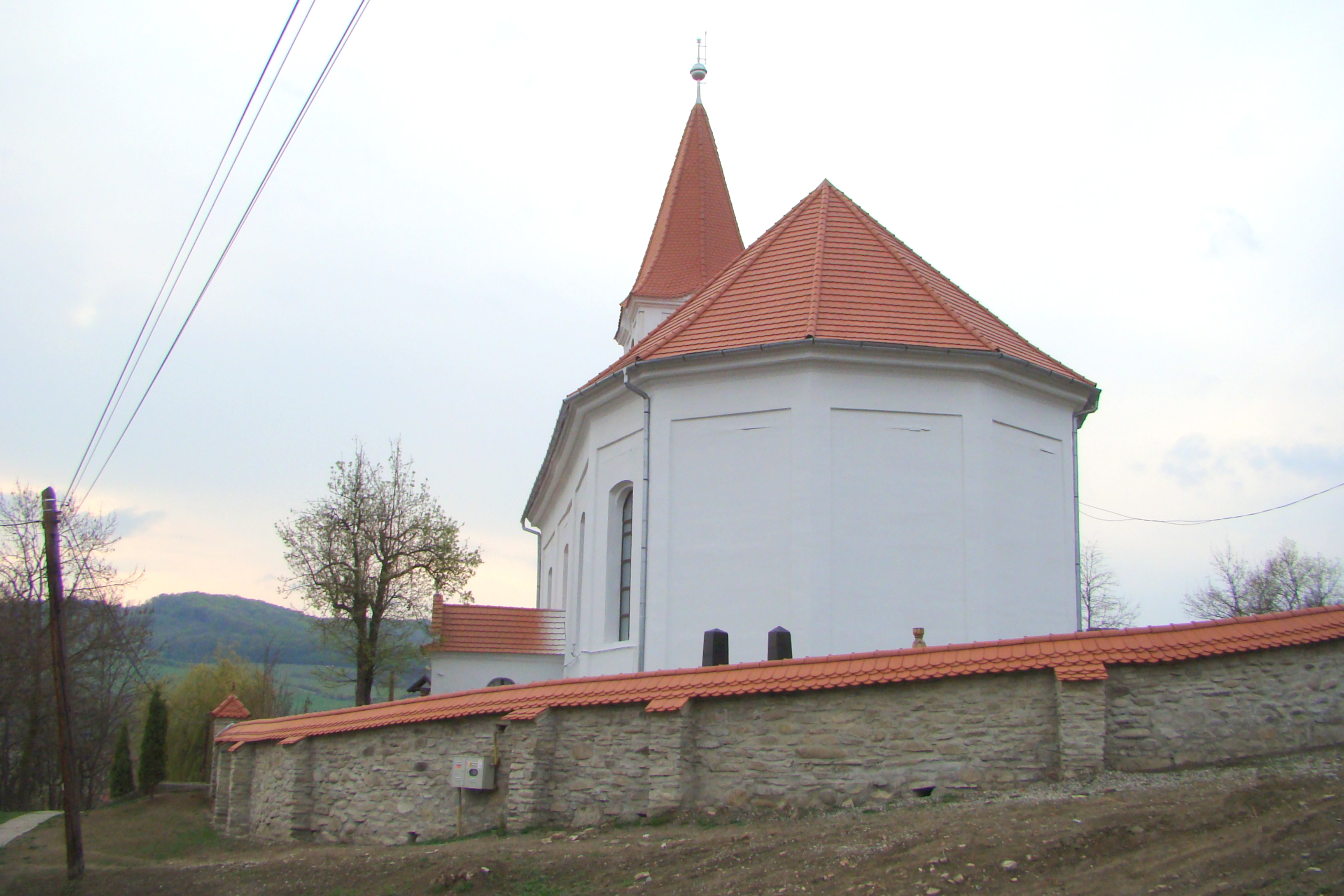
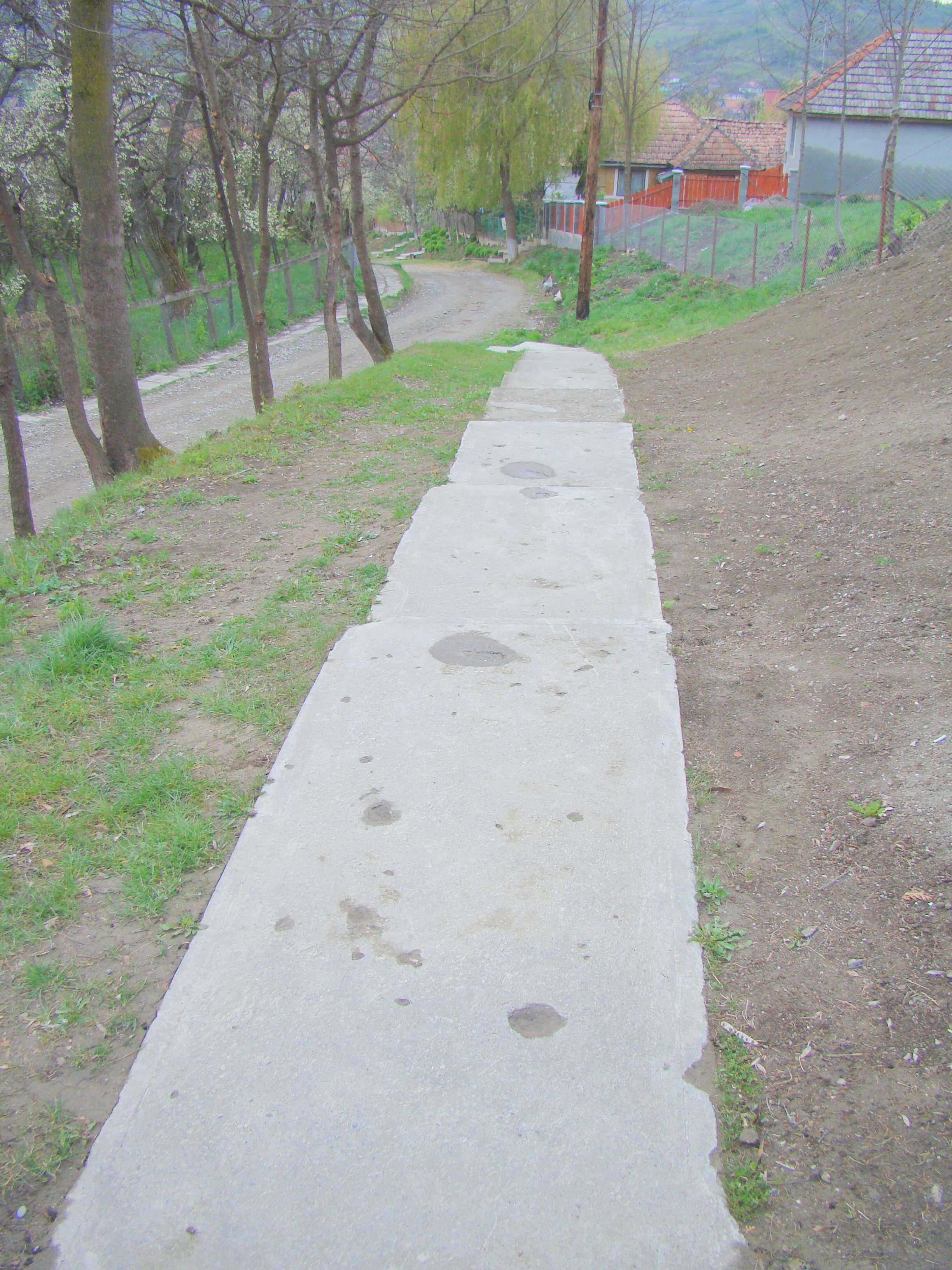
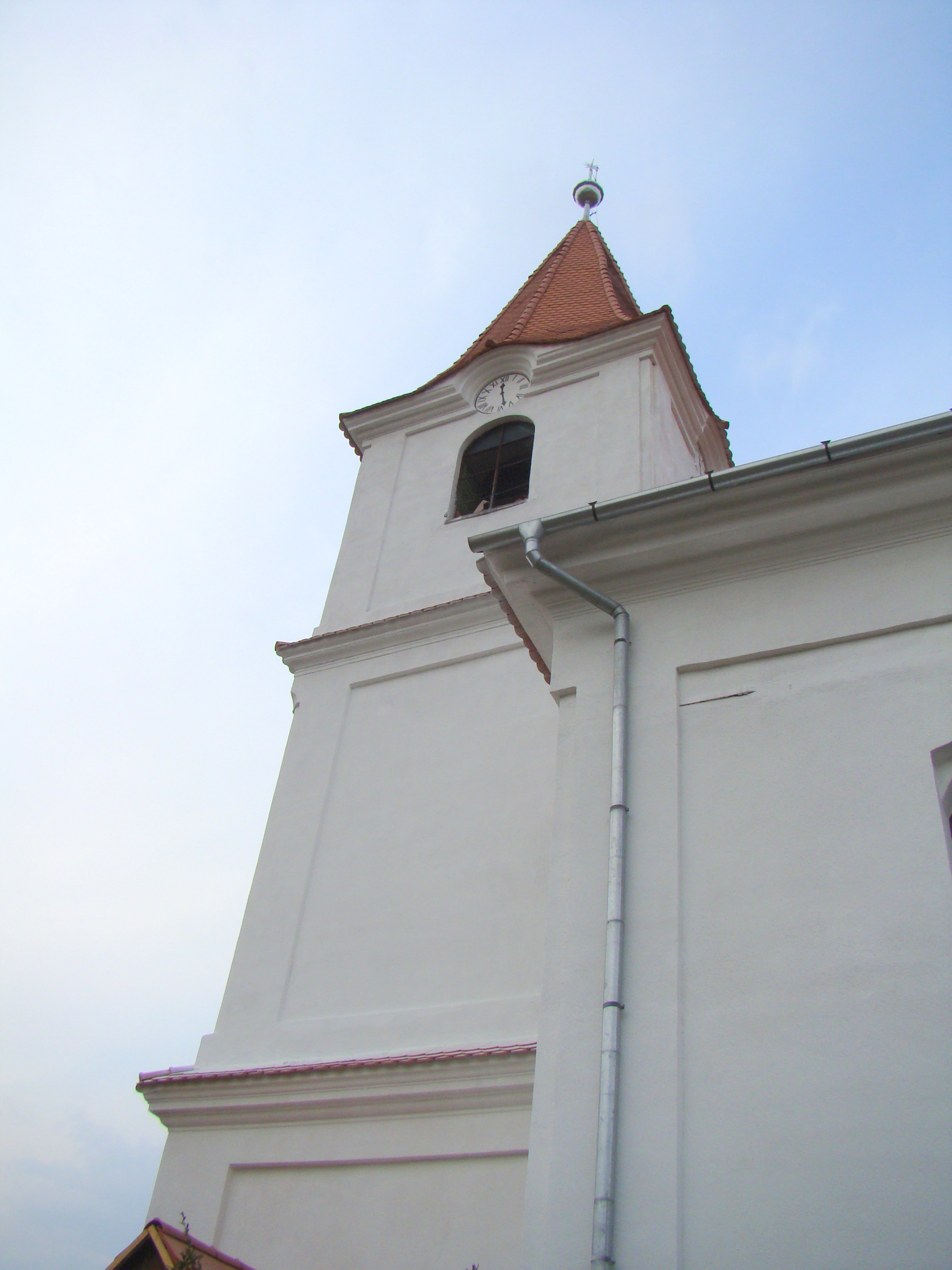
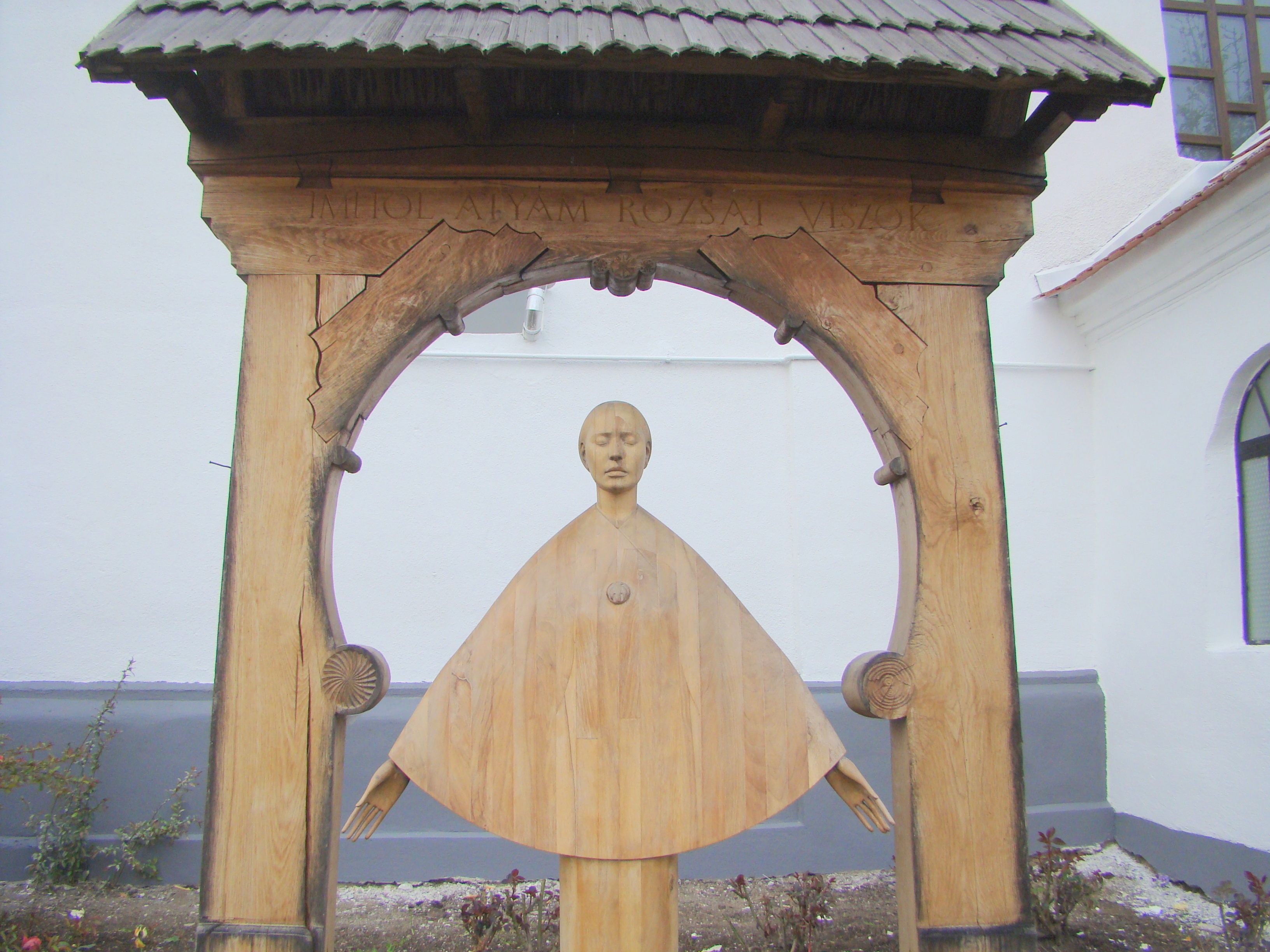
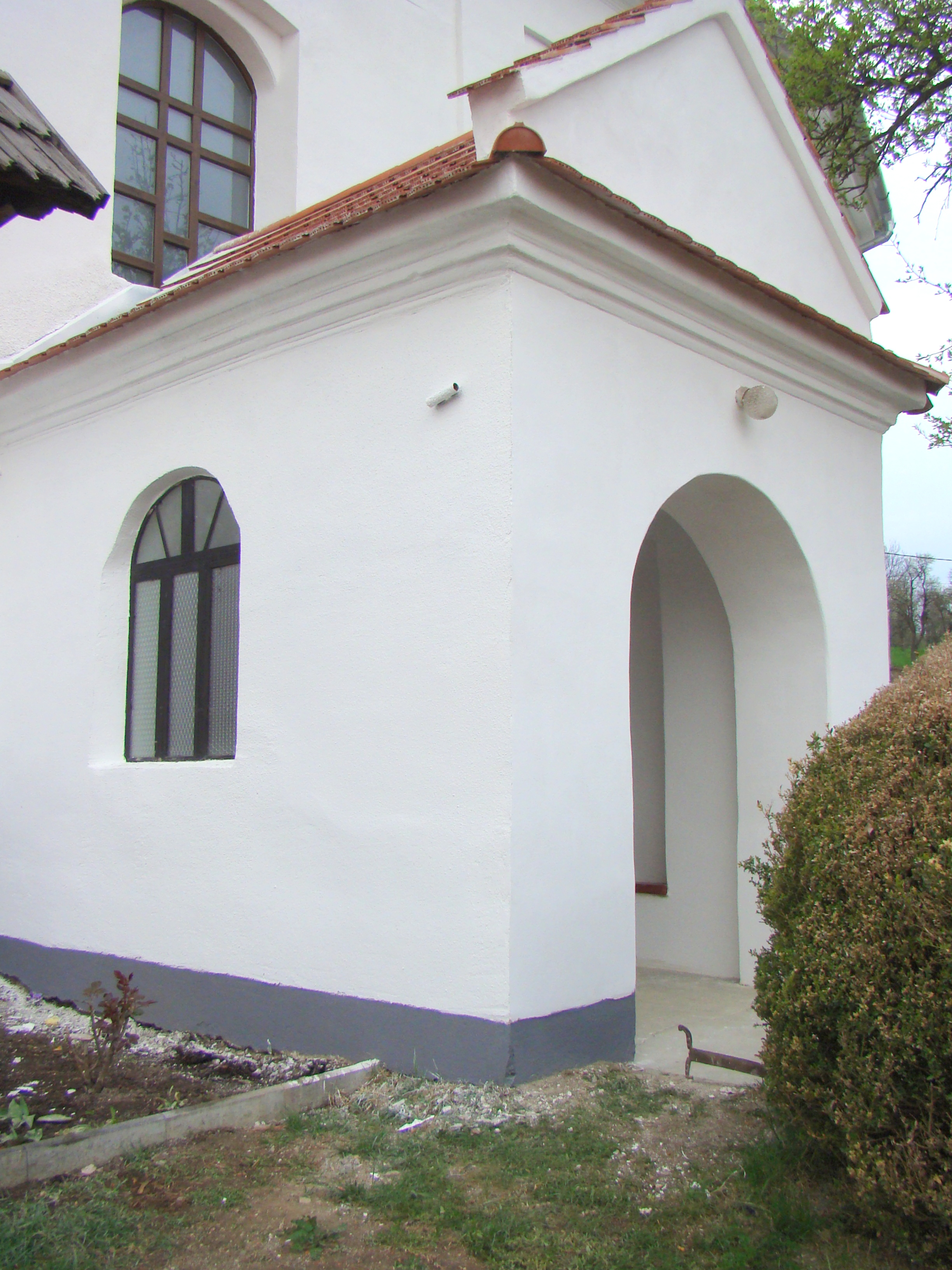
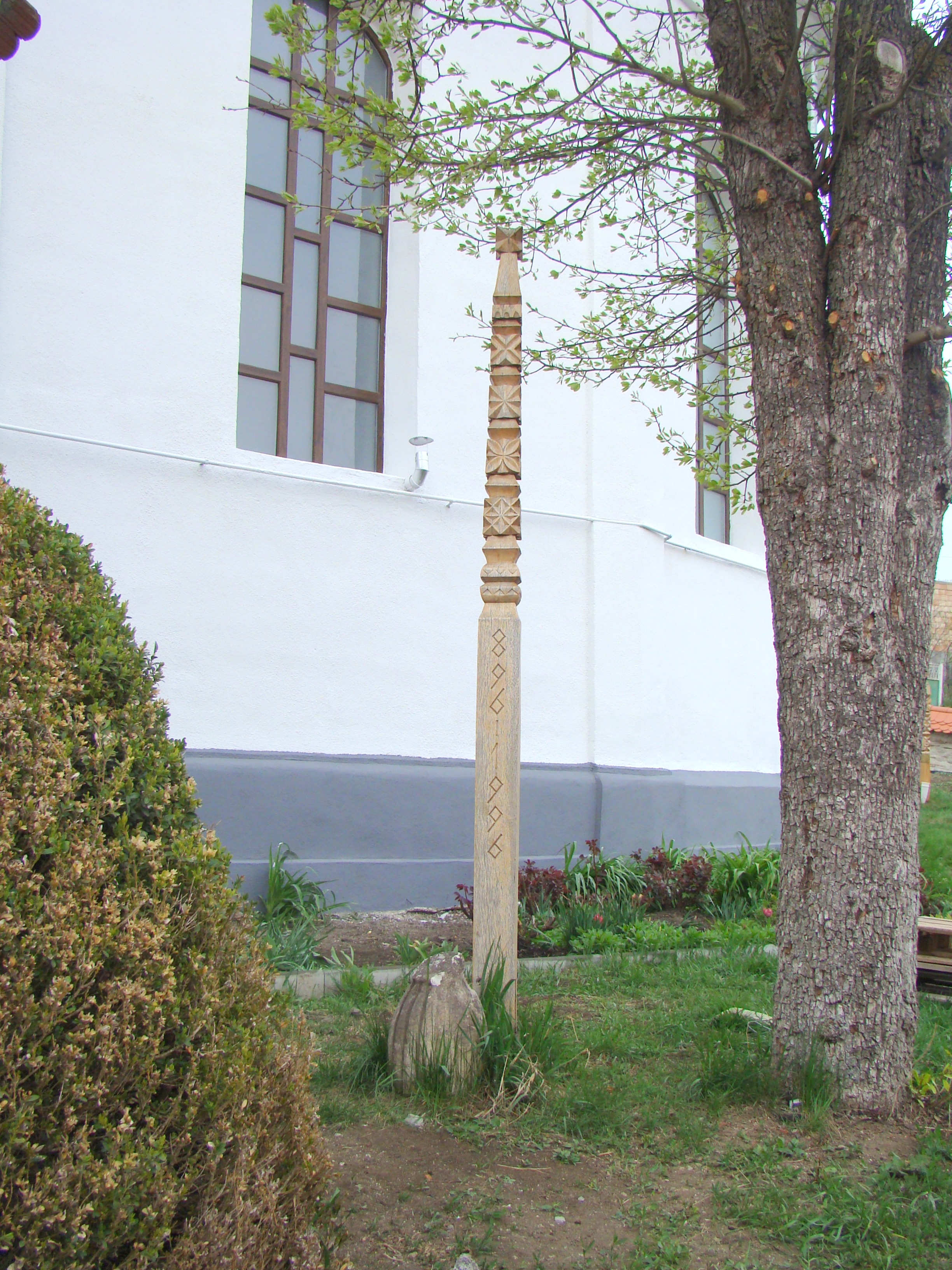
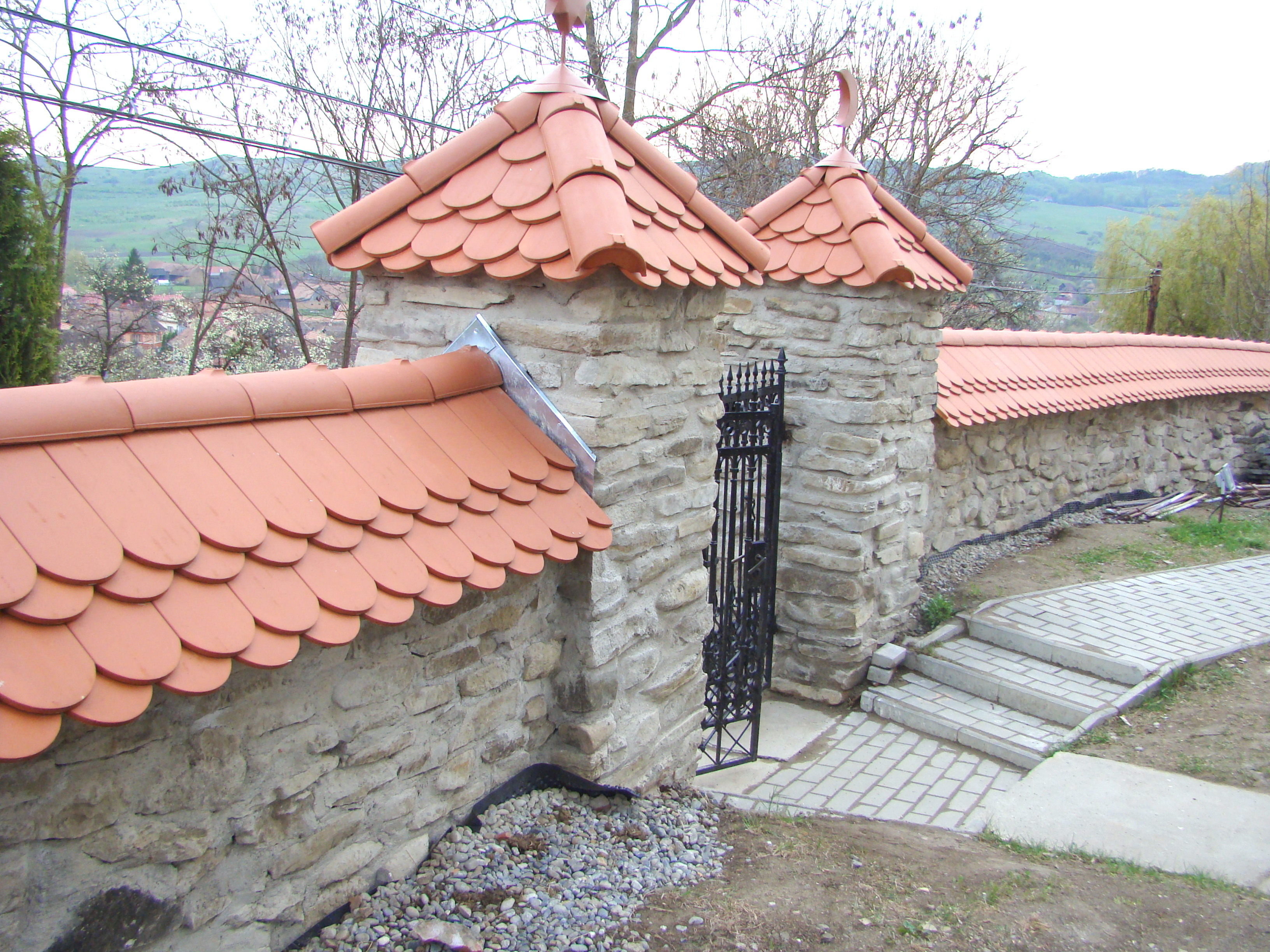
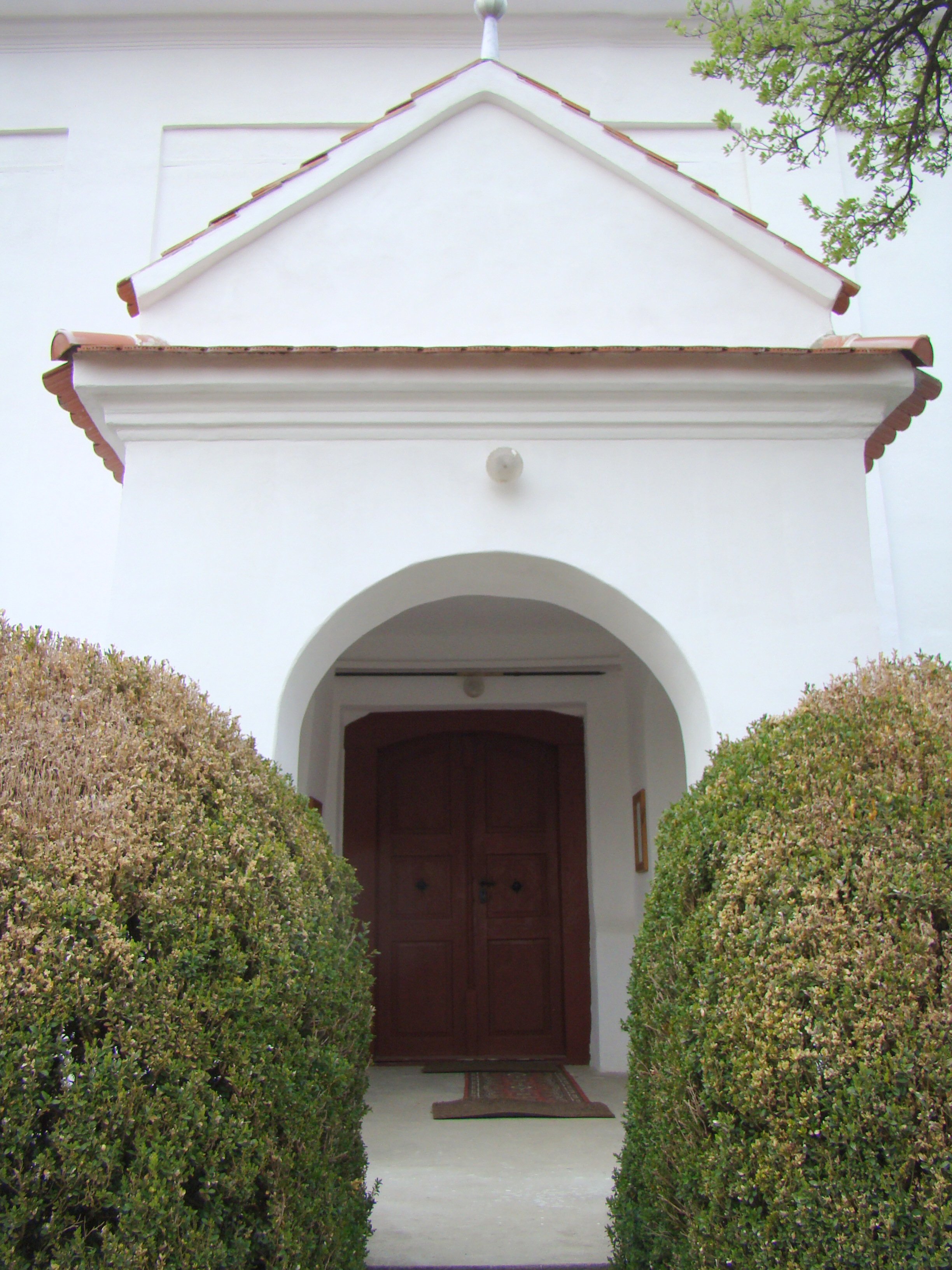
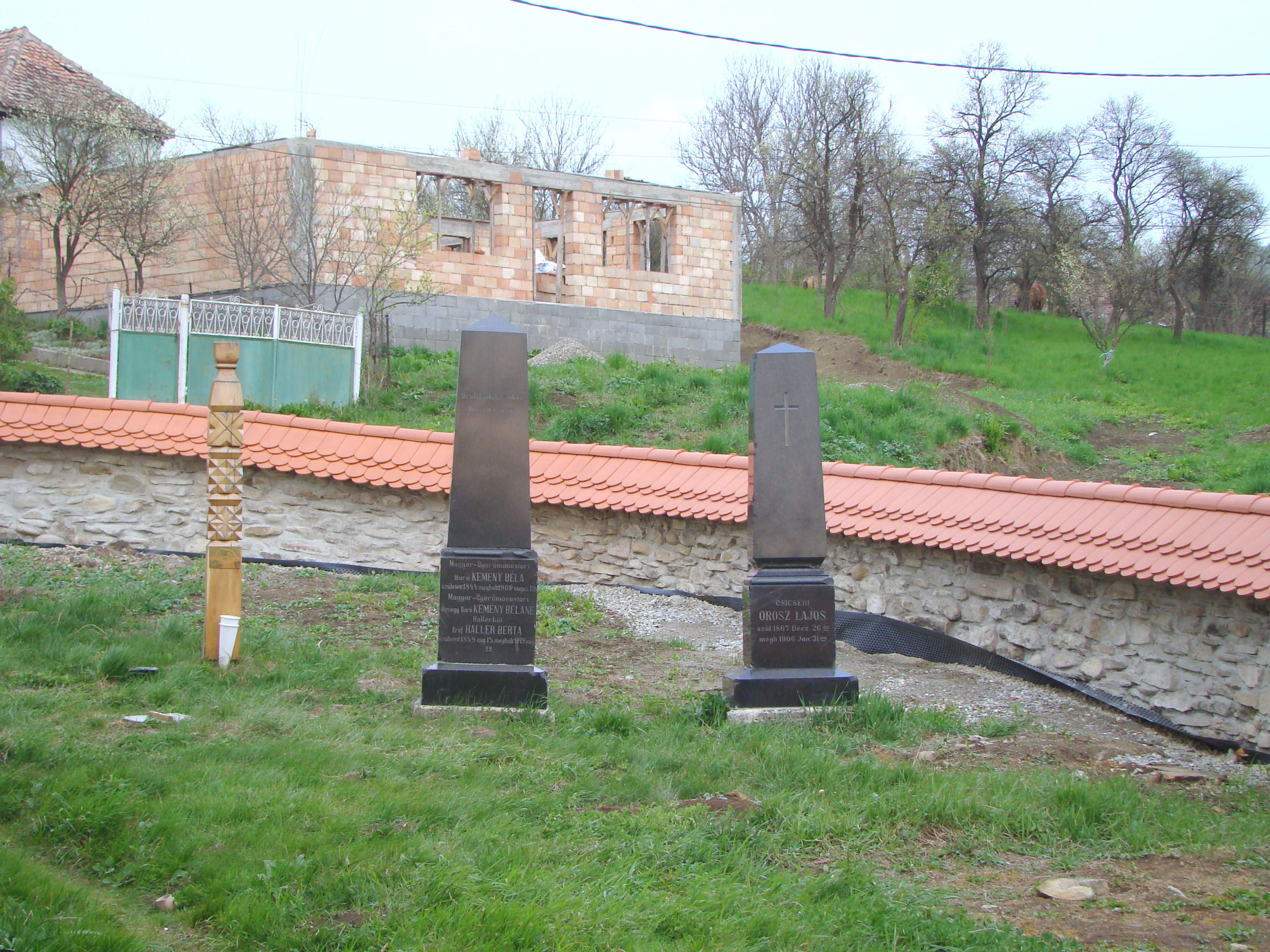
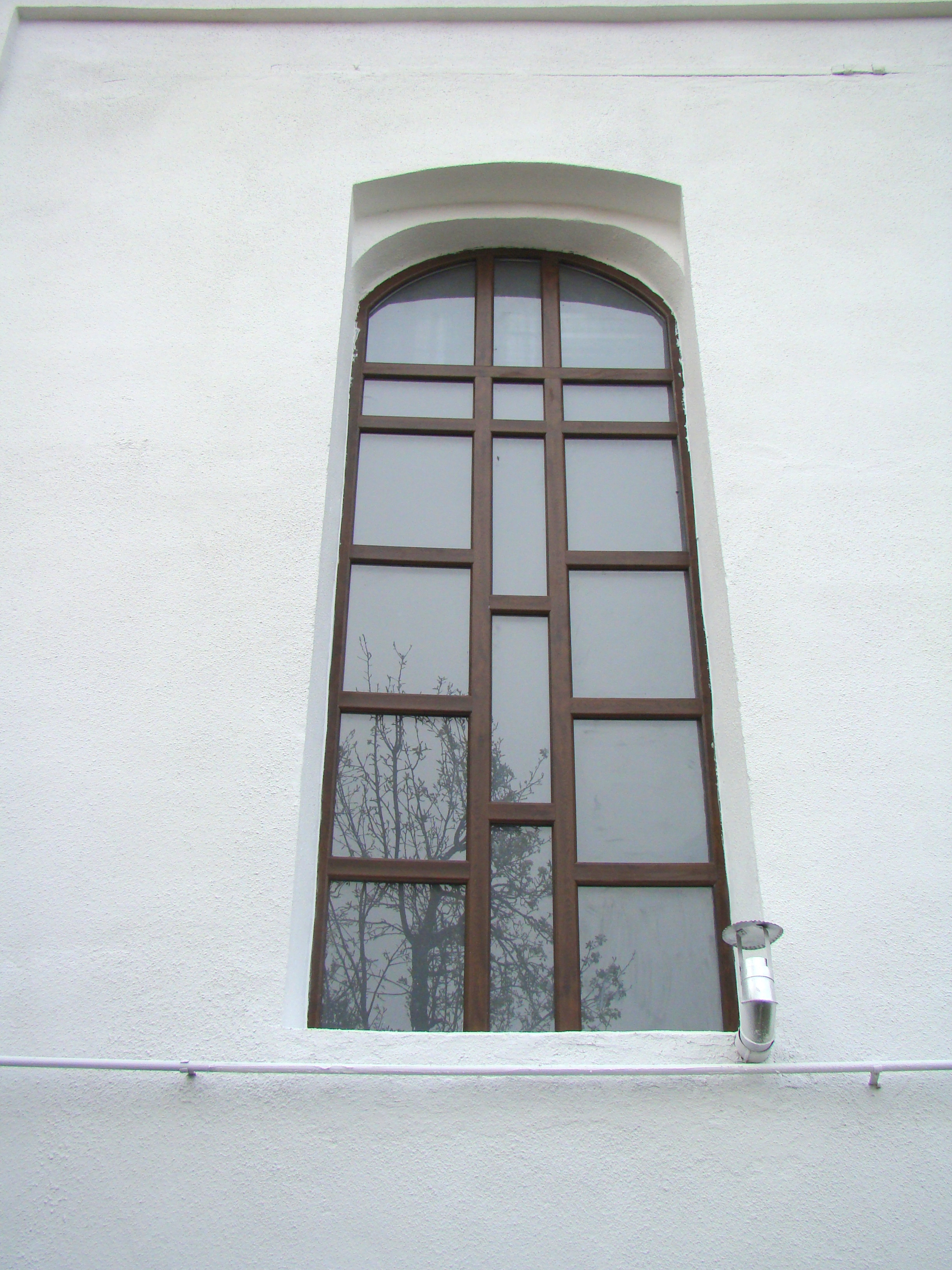
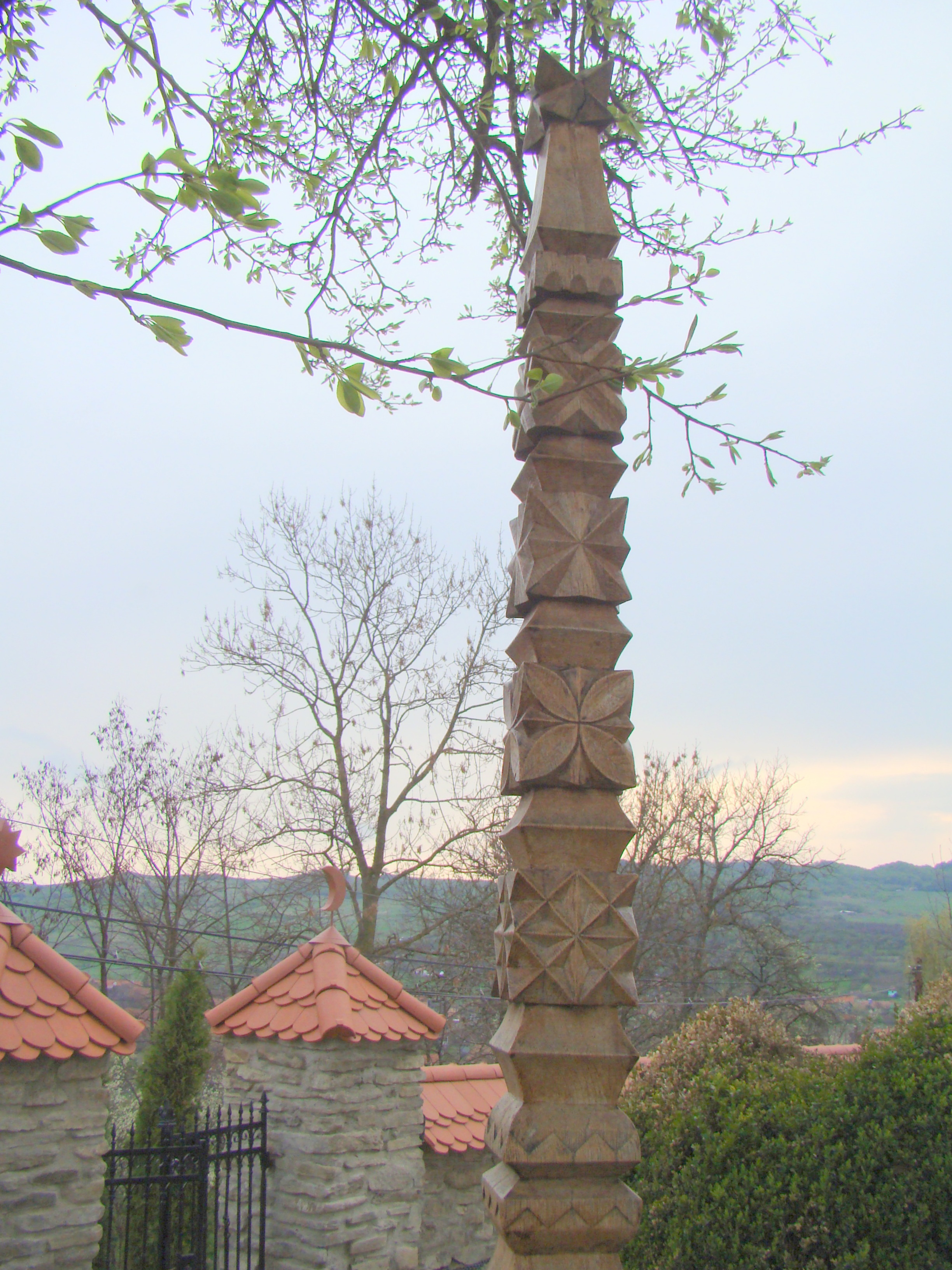
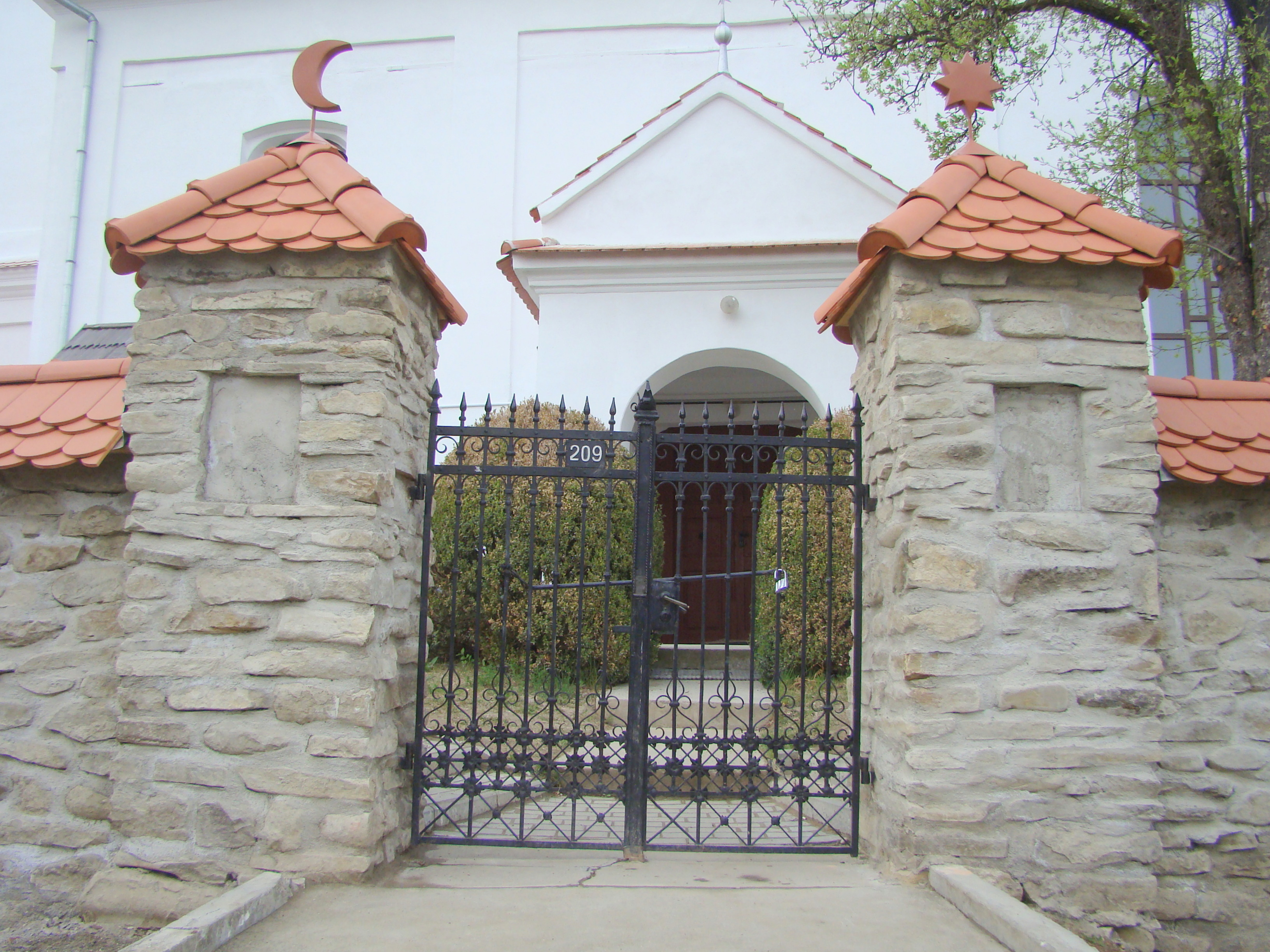

## Vezi și
- Eliseni, Harghita